# Phryganogryllacris arctatiformis
Phryganogryllacris arctatiformis är en insektsart som först beskrevs av Heinrich Hugo Karny 1925.  Phryganogryllacris arctatiformis ingår i släktet Phryganogryllacris och familjen Gryllacrididae. Inga underarter finns listade i Catalogue of Life.